# Neurochorema
Neurochorema is een geslacht van schietmotten van de familie Hydrobiosidae.

## Soorten
- N. armstrongi AG McFarlane, 1951
- N. confusum (R McLachlan, 1868)
- N. forsteri AG McFarlane, 1964
- N. pilosum AG McFarlane, 1964